# Badminton-Jugendeuropameisterschaft 2016
Die Badminton-Jugendeuropameisterschaft 2016 für Sportler der Altersklasse U17 fand vom 21. bis zum 25. März 2016 in Lubin statt.

## Sieger und Platzierte
| Disziplin    | Gold | Silber | Bronze |
| ------------ | --- | --- | --- |
| Herreneinzel | Nhat Nguyen | Johnnie Torjussen | Léo Rossi |
| Herreneinzel | Nhat Nguyen | Johnnie Torjussen | Christopher Grimley |
| Dameneinzel  | Line Christophersen | Sara Peñalver Pereira | Réka Madarász |
| Dameneinzel  | Line Christophersen | Sara Peñalver Pereira | Büşra Ünlü |
| Herrendoppel | Paw Eriksen Mads Thøgersen | Thom Gicquel Léo Rossi | Daniel Lundgaard Mads Muurholm |
| Herrendoppel | Paw Eriksen Mads Thøgersen | Thom Gicquel Léo Rossi | Nhat Nguyen Paul Reynolds |
| Damendoppel  | Alexandra Bøje Amalie Magelund | Bengisu Erçetin Nazlıcan Inci | Sofie Nielsen Freja Ravn |
| Damendoppel  | Alexandra Bøje Amalie Magelund | Bengisu Erçetin Nazlıcan Inci | Vimala Hériau Margot Lambert |
| Mixed        | Alexandra Bøje Paw Eriksen | Anastasia Medvedeva Mikhail Lavrikov | Maryna Iljinska Danylo Bosniuk |
| Mixed        | Alexandra Bøje Paw Eriksen | Anastasia Medvedeva Mikhail Lavrikov | Fee Teng Liew Steven Stallwood |
| Teams        | Dänemark (Paw Eriksen, Nicholas Grundtvig, Daniel Lundgaard, Mads Muurholm Petersen, Mads Thøgersen, Jesper Toft, Alexandra Bøje, Line Christophersen, Amalie Magelund, Sofie Nielsen, Freja Ravn, Michelle Skødstrup) | England (Avinash Gupta, Callum Hemming, Zach Russ, Steven Stallwood, Johnnie Torjussen, Molly Chapman, Abigail Holden, Fee Teng Liew, Freya Redfearn, Lizzie Tolman) | Frankreich (Eloi Adam, Maxime Briot, Samy Corvée, Fabien Delrue, Thom Gicquel, Arnaud Merklé, Léo Rossi, Valentin Singer, William Villeger, Ainoa Desmons, Julie Ferrier, Marine Hadjal, Vimala Hériau, Léonice Huet, Margot Lambert, Meline Metaireau, Juliette Moinard, Melanie Potin) |
| Teams        | Dänemark (Paw Eriksen, Nicholas Grundtvig, Daniel Lundgaard, Mads Muurholm Petersen, Mads Thøgersen, Jesper Toft, Alexandra Bøje, Line Christophersen, Amalie Magelund, Sofie Nielsen, Freja Ravn, Michelle Skødstrup) | England (Avinash Gupta, Callum Hemming, Zach Russ, Steven Stallwood, Johnnie Torjussen, Molly Chapman, Abigail Holden, Fee Teng Liew, Freya Redfearn, Lizzie Tolman) | Türkei (Yazgan Calisir, Mehmet Capar, Ibrahim Eksi, Bugrahan Perk, Kubilay Sadi, Efekan Sarsilmaz, Mesut Sezer, Emre Sönmez, Yaren Dolcu, Bengisu Erçetin, Zehra Erdem, Nazlıcan Inci, Edanur Koybasi, Ilayda Nur Ozelgul, Betul Soner, Dilara Subasi, Büşra Ünlü)                       |